# إذاعة أفغانستان الحرة
إذاعة أفغانستان الحرة خدمة إذاعية تبثها حكومة الولايات المتحدة الأمريكية لأفغانستان - امتداد لبرنامج إذاعة أوروبا الحرة الذي كان يُبث من براغ - وقد عملت هذه الإذاعة في فترتين مبتاعدتين الأولي من 1985 إلي 1993 وكانت تذيع مواد معادية للسوفيت لتشجيع المقاومة ضد الغزو السوفيتي لأفغانستان والثانية من 2002 بعد الغزو الأمريكي لأفغانستان في أكتوبر 2001 وحتى الآن لبث مواد تشجع التحول للحكومات الديمقراطية.
تبث الإذاعة 12 ساعة في اليوم بلغة الباشتو والداري وتصف مهمتها بمحاولة تعزيز ومساندة القيم الديمقراطية ومساندة المؤسسات بأفغانستان بواسطة نشر الأخبار والمعلومات الحقيقية.

## حظر البث
في 1 ديسمبر 2022، قامت حكومة حركة طالبان بحظر بث الإذاعة إضافة لإذاعة «صوت أمريكا» وقال رئيس جهاز الرقابة على البث بوزارة الثقافة والإعلام، عبد الحق حمد، أن إذاعتي "آزادي" و"صوت أمريكا" بدأتا البث بعد الاحتلال الأمريكي، والآن تم حظرهما بسبب التغطية أحادية الجانب للأحداث وعدم الالتزام بأخلاقيات الصحافة.